# Étienne Hélin
Étienne Hélin, né le 11 décembre 1923 et mort à Liège le 18 septembre 2011 , est un historien belge, professeur à l'Université de Liège, fondateur de la Bibliographie internationale de la Démographie historique.

## Publications

### Ouvrages
- La population des paroisses liégeoises aux XVIIe et XVIIIe siècles, Liège, Commission communale de l'histoire de l'ancien pays de Liège, coll. « Documents et mémoires » (no IV), 1959, 432 p., in-8°
- Le paysage urbain de Liège avant la révolution industrielle, Liège, Commission communale de l'histoire de l'ancien pays de Liège, coll. « Documents et mémoires » (no VII), 1963, 269 p., in-8°
- La démographie de Liège aux XVIIe et XVIIIe siècles, Bruxelles, Palais des Académies, coll. « Académie royale de Belgique Classe des Lettres et des Sciences morales et politiques. Mémoires, 2e série, tome LVI, fasc. 4 », 282 p.
- La démographie historique : rétrospective et perspectives, Belgisch Tijdschrift voor Nieuwste Geschiedenis, 1981 (lire en ligne)

### Articles
- « Liège au XVIIIe siècle d'après quelques manuels à l'usage des négociants. », Bulletin de la société royale Le Vieux-Liège, t. III, no 76,‎ 1948, p. 262-266 (ISSN 0776-1309)

- « Une A.P.I.A.W. en 1771. », Bulletin de la société royale Le Vieux-Liège, t. III, no 80,‎ 1948, p. 327-333 (ISSN 0776-1309)

- « Vingt-quatre manuscrits intéressant l'histoire liégeoise conservés à la Bibliothèque Royale de La Haye », Annuaire d'Histoire Liégeoise, t. IV, no 17,‎ 1949, p. 243-271, article no 92 (ISSN 0304-0771, OCLC 183358507)

- « L'économie liégeoise vue de Bruxelles à la fin du XVIIIe siècle. », Bulletin de la société royale Le Vieux-Liège, t. III, no 83,‎ 1949, p. 379-385 (ISSN 0776-1309)

- « L'économie liégeoise vue de Bruxelles à la fin du XVIIIe siècle : errata et addenda (au bulletin no 83). », Bulletin de la société royale Le Vieux-Liège, t. III, no 84,‎ 1949, p. 410-410 (ISSN 0776-1309)
- « La population de l'ancienne paroisse Sainte-Catherine à Liège, de 1650 à 1791 », Travaux du séminaire de sociologie de la faculté de droit de Liège, vol. II,‎ 1951
- « Le coin des chercheurs : Question : William Blakey. », Bulletin de la société royale Le Vieux-Liège, t. IV, no 97,‎ 1952, p. 134-134 (ISSN 0776-1309)

- « Le pays de Liège vu par des touristes anglais (1752-1777). », Bulletin de la société royale Le Vieux-Liège, t. IV, no 98,‎ 1952, p. 143-149 (ISSN 0776-1309)

- « Le sort des enfants trouvés au XVIIIe siècle. », Bulletin de la société royale Le Vieux-Liège, t. IV, no 100,‎ 1953, p. 203-206 (ISSN 0776-1309)

- « La population de l'ancienne paroisse Saint-Remy à Liège. », Bulletin de la société royale Le Vieux-Liège, t. IV, no 101,‎ 1953, p. 209-229 (ISSN 0776-1309)

- « Quelques documents relatifs au pays de Liège conservés aux archives départementales de la Moselle », Annuaire d'Histoire Liégeoise, t. V, no 22,‎ 1954, p. 457-461, article no 113 (ISSN 0304-0771, OCLC 183358507)

- « Le commerce entre Liège et la Lorraine. », Bulletin de la société royale Le Vieux-Liège, t. IV, no 104,‎ 1954, p. 314-320 (ISSN 0776-1309)

- « Quelques manuscrits intéressant l'histoire liégeoise conservés à la Bibliothèque de la Ville de Trèves », Annuaire d'Histoire Liégeoise, t. V, no 23,‎ 1955, p. 641-646, article no 116 (ISSN 0304-0771, OCLC 183358507)

- « Étudiants de Liège et des Pays-Bas à la faculté de droit de Pont-à-Mousson. », Bulletin de la société royale Le Vieux-Liège, t. IV, no 108,‎ 1955, p. 423-439 (ISSN 0776-1309)

- « L'élaboration du premier recensement moderne de la population liégeoise, le « plan de municipalité » de 1790 », Annuaire d'Histoire Liégeoise, t. VI, no 26,‎ 1958, p. 225-237, article no 127 (ISSN 0304-0771, OCLC 183358507)

- « La disette et le recensement de 1740 », Annuaire d'Histoire Liégeoise, t. VI, no 27,‎ 1959, p. 443-477, article no 131 (ISSN 0304-0771, OCLC 183358507)

- « Les fortifications de Liège pendant les guerres de Louis XIV. », Bulletin de la société royale Le Vieux-Liège, t. V, no 125,‎ 1959, p. 358-361 (ISSN 0776-1309)

- « Les industries liégeoises en 1802. », Bulletin de la société royale Le Vieux-Liège, t. V, no 125,‎ 1959, p. 365-372 (ISSN 0776-1309)

- « Les plans anciens de Liège : Première liste de cartes et plans manuscrits concernant l'ancienne ville de Liège (25 + 167 n°) (614-736) », Annuaire d'Histoire Liégeoise, t. VI, no 28,‎ 1960, p. 589-736, article no 134 (ISSN 0304-0771, OCLC 183358507)

- « Les fortifications de Liège et les lieux-dits. « La Batterie». », Bulletin de la société royale Le Vieux-Liège, t. V, no 131,‎ 1960, p. 510-511 (ISSN 0776-1309)

- « Les plans anciens de Liège. Deuxième liste de cartes et plans manuscrits concernant l'ancienne ville de Liège (228 n°) : Table alphabétique des noms de personnes et de lieux (cités dans les deux listes) (1489-1538) », Annuaire d'Histoire Liégeoise, t. VI, nos 30, 1ère partie,‎ 1962, p. 1290-1538, article no 141 (ISSN 0304-0771, OCLC 183358507)

- « Liège d'après quelques manuels à l'usage des négociants. », Bulletin de la société royale Le Vieux-Liège, t. VI, no 139,‎ 1962, p. 216-228 (ISSN 0776-1309)

- « L’impôt sur les fenêtres à Liège au XVIIe siècle », Bulletin de l'institut archéologique liégeois, Liège, t. LXXV,‎ 1962, p. 153-163 (ISSN 0776-1260, lire en ligne)

- « Le coin des chercheurs : Les étrangers découvrent Liège. Les impressions de Miss Berry (1783 et 1827). », Bulletin de la société royale Le Vieux-Liège, t. VI, no 140,‎ 1963, p. 259-260 (ISSN 0776-1309)

- « Le coin des chercheurs : La destruction d'Amercoeur attestée par un démembrement de 1469. », Bulletin de la société royale Le Vieux-Liège, t. VI, no 143,‎ 1963, p. 316-317 (ISSN 0776-1309)

- « Comment devenait-on bourgeois de la cité de Liège ? (avec Juliette Rouhart-Chabot) », Bulletin de l'institut archéologique liégeois, Liège, t. LXXVI,‎ 1963, p. 91-114 (ISSN 0776-1260, lire en ligne)

- « Le coin des chercheurs : Aux origines du machinisme industriel : la technique du rail. », Bulletin de la société royale Le Vieux-Liège, t. VI, no 149,‎ 1965, p. 482-484 (ISSN 0776-1309)

- « Le coin des chercheurs : liégeois en Rhénanie. », Bulletin de la société royale Le Vieux-Liège, t. VI, no 150,‎ 1965, p. 506-506 (ISSN 0776-1309)

- « Le coin des chercheurs : L'enquête industrielle de 1802. », Bulletin de la société royale Le Vieux-Liège, t. VI, no 150,‎ 1965, p. 506-507 (ISSN 0776-1309)

- « Le coin des chercheurs : Toponymes patriotiques. », Bulletin de la société royale Le Vieux-Liège, t. VII, no 156,‎ 1967, p. 142-143 (ISSN 0776-1309)

- « Aux origines du machinisme industriel. La publicité pour les machines à feu. », Bulletin de la société royale Le Vieux-Liège, t. VII, no 158,‎ 1967, p. 206-212 (ISSN 0776-1309)

- « Le coin des chercheurs : Les antécédents de l'industrialisation de la Basse Meuse. », Bulletin de la société royale Le Vieux-Liège, t. VII, no 168,‎ 1970, p. 458-459 (ISSN 0776-1309)
- « Un Français juge Liège. », Bulletin de la société royale Le Vieux-Liège, t. VIII, no 178,‎ 1972, p. 159-161 (ISSN 0776-1309)
- « Un manifeste féministe à Liège en 1790. », Bulletin de la société royale Le Vieux-Liège, t. IX, no 195,‎ 1976, p. 077-083 (ISSN 0776-1309)
- « Le coin des chercheurs : Un manifeste féministe à Liège. », Bulletin de la société royale Le Vieux-Liège, t. IX, no 196,‎ 1977, p. 136-136 (ISSN 0776-1309)
- « Introduction des fameuses mécaniques anglaises à Verviers. », Bulletin de la société royale Le Vieux-Liège, t. XI, no 235,‎ 1986, p. 197-206 (ISSN 0776-1309)
- « Les industries du département de l’Ourthe en 1808. Perception d’un espace économique », Bulletin de l'institut archéologique liégeois, Liège, t. XCVIII,‎ 1986, p. 251-281 (ISSN 0776-1260)
- « Contre les machines, pour le plein emploi ? Un réquisitoire de Laurent-François Dethier (1757-1843). », Bulletin de la société royale Le Vieux-Liège, t. XI, no 237,‎ 1987, p. 253-263 (ISSN 0776-1309)
- « Outremeuse et Jean van Eyck », Chroniques d'archéologie et d'histoire du pays de Liège, t. I, nos 4-8,‎ 1998-1999, p. 56 (lire en ligne)
- « La bienfaisance du prince. Mythes ou réalités ? », Bulletin de la société royale Le Vieux-Liège, t. XIV, no 293,‎ 2001, p. 177-181 (ISSN 0776-1309)
- « Lire au café. Qui lit ? Et d'abord pourquoi lire ? », Annuaire d'Histoire Liégeoise, t. XXXI, no 55,‎ 2001, p. 45-60, article no 222 (ISSN 0304-0771, OCLC 183358507)
- « Bibliographie de Georges Hansotte », Annuaire d'Histoire Liégeoise, t. XXXII, no 56,‎ 2002, p. 6-12, article no 227 (ISSN 0304-0771, OCLC 183358507)
- « In memoriam Georges Hansotte », Annuaire d'Histoire Liégeoise, t. XXXII, no 56,‎ 2002, p. 1-6, article no 226 (ISSN 0304-0771, OCLC 183358507)